# Ildved Sogn
Ildved Sogn var et sogn i Vejle Provsti (Haderslev Stift).
Omkring 1908 blev Ildved Kirke opført, og Ildved blev et kirkedistrikt i Hvejsel Sogn. Da kirkedistrikterne blev nedlagt 1. oktober 2010, blev Ildved Kirkedistrikt udskilt som sogn fra Hvejsel Sogn. 1. oktober 2014 blev Ildved Sogn igen indlemmet i Hvejsel Sogn. Det havde hørt til Nørvang Herred i Vejle Amt. Hvejsel sognekommune var ved kommunalreformen i 1970 indlemmet i Jelling Kommune, som ved strukturreformen i 2007 blev indlemmet i Vejle Kommune.
Stednavne, se Hvejsel Sogn.